# Schlecker

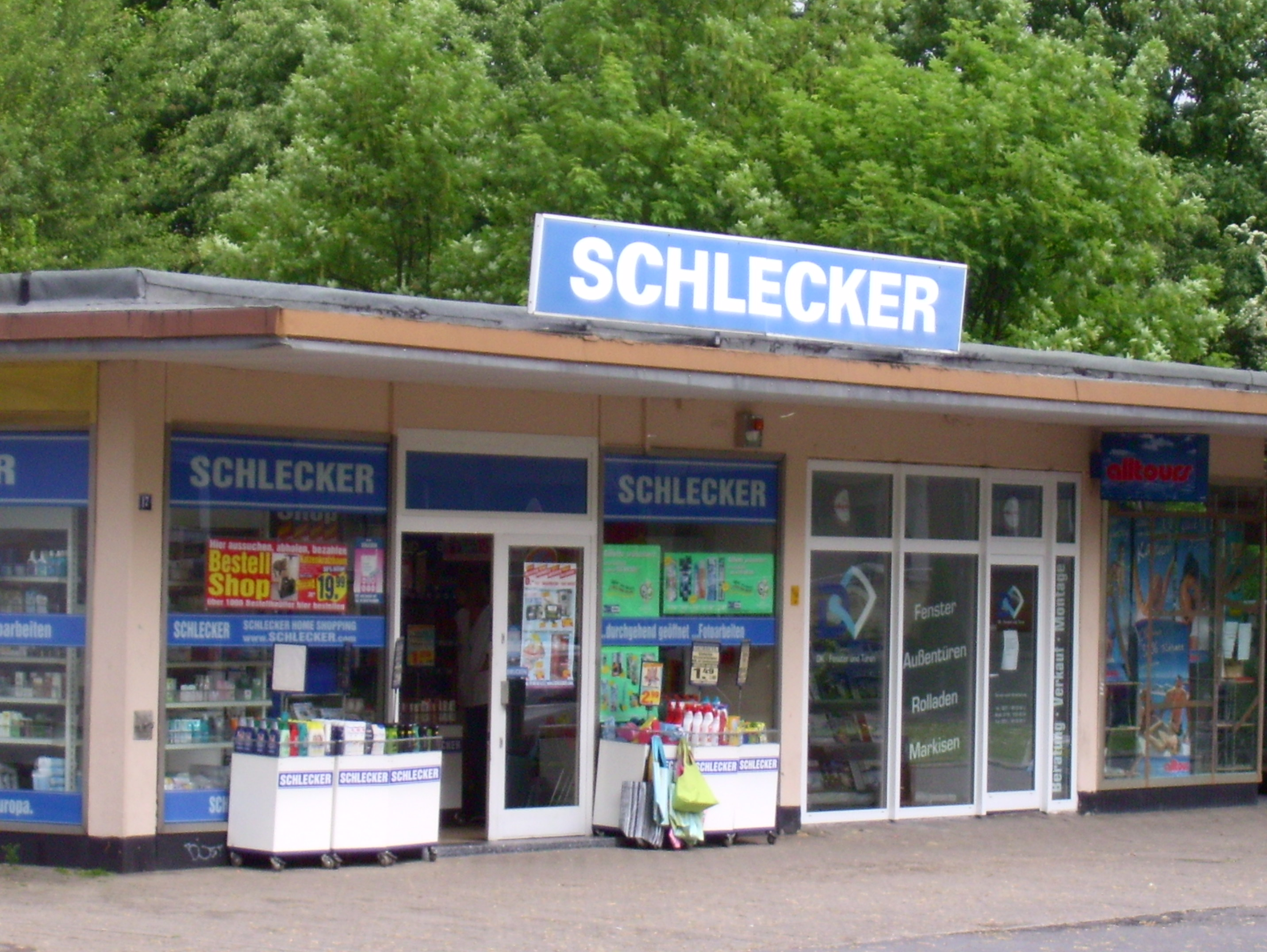
Filial de Schlecker.

Schlecker fue una cadena de droguerías con sede en Ehingen, Alemania. La cadena se declaró en quiebra el 20 de enero de 2012. La red en la península ibérica fue comprada por Dia en 2013.

## Características
La empresa fue fundada por Anton Schlecker en 1975 y contaba con una presencia importante en muchos países europeos.

## España
En el año 2013, la compañía española Dia compra la enseña en España y Portugal. Tras la compra, la empresa crea una nueva marca: Clarel. Renombra y reforma toda red comercial ibérica de Schlecker para introducirse en la distribución especializada de hogar, belleza, cuidado e higiene personal.
El nacimiento de Clarel llevó aparejado la creación de una nueva marca propia en el grupo DIA, Bonté, que cubre el surtido de belleza, cuidado e higiene. Otras marcas ya existentes en las tiendas Schlecker como BabySmile y JuniorSmile, para el cuidado, higiene y alimentación infantil, se han mantenido en el surtido de las nuevas tiendas Clarel. Las marcas Basic (cosmética color) y AS (mascotas) también se han mantenido en el surtido.

## Filiales antes de su quiebra
- Alemania: 10.650
- España: 1184
- Austria: 1152
- Países Bajos: 112
- Italia: 230
- Francia: 200
- República Checa: 151
- Polonia: 177
- Portugal: 32
- Dinamarca: 30
- Bélgica: 26
- Hungría: 21
- Luxemburgo: 18